# 文化芸術基本法
文化芸術基本法 (ぶんかげいじゅつきほんほう、平成13年12月7日法律第148号) は、文化芸術に関する法律である。
2017年に日本で制定された。2001年に制定された文化芸術基本法の改正版として、議員提出で立法化された。

## 主務官庁
- 文化庁企画調整課

経済産業省商務情報政策局商務・サービスグループ文化創造産業課、総務省情報流通行政局情報通信作品振興課など他省庁と連携して執行にあたる。

## 内容

### 文化芸術振興基本法
文化芸術基本法の前身「文化芸術振興基本法」は、文化芸術振興の基本方針を決定し、芸術、メディア芸術、伝統芸能などの文化芸術各分野の振興、国際交流の推進、著作権の保護等を国の役割として謳った。

### 文化芸術基本法
2017年6月、文化芸術振興基本法の改正版として、文化芸術基本法が成立した。小林真理は文化芸術基本法の「改正のポイント」として、以下の4点をあげている。
1. 文化芸術振興法から「振興」が外れることによって、振興にとどまらない文化芸術全般に関連する基本法になった[4]。
2. 第1章の基本理念に新たな記述が加わった[5]。
3. 第2章の題名「基本方針」が「文化芸術推進基本計画等」に変更され、方針という緩やかな位置付けから、進捗管理を前提とする基本計画へと全面的に変更が行われた[5]。
4. 第4章において「文化芸術の推進に係る体制の整備」が掲げられ、省庁連携の仕組みが整えられた[5]。

## 沿革

### 文化芸術振興基本法制定以前
日本における文化基本法もしくは文化振興法への関心は1980年ごろから生じていたが、文化芸術振興基本法が成立する直接的な契機となったのは、2000年2月に音楽議員連盟が発表した「芸術文化基本法創設に向けて」だと言われている。2001年5月には、日本芸能実演家団体協議会が、研究者の協力のもと「芸術文化基本法の制定および関連する法律の整備」を発表し、さらに同月には公明党が「文化芸術立国・日本をめざして」を発表した。さらに10月には民主党による案や、自民党、公明党による与党案も示された。なお、公明党案は日本の古典芸能やクラシック音楽の保護を念頭に置いていたが、民主党案ではアニメや国語が追加された。
11月7日には、音楽議員連盟を中心に各党案を調整した法案がまとまり、11月16日に国会上程。22日に衆議院で、30日に参議院で可決され成立した。日本では珍しい議員立法であった。なお、藤野一夫はこのプロセスについて「文化政策研究者の側からは、拙速な成立を避けるようにとのアピールが出されましたが、国民的な議論にまで高まることなく超スピード成立したのです」と指摘している。
同年12月7日には参議院文教科学委員会で「小中学校における芸術に関する教科の授業時数が削減されている事態にかんがみ、児童期の芸術教育の充実について配慮すること」という文言を挿入する附帯決議がなされた。この決定について、全国大学造形美術教育教員養成協議会の会長を務めた冨安敬二は「これは将来のことを考えると大きな意味をもつと思えるので、とても嬉しい決定であった」と回想している。

### 文化芸術振興基本法制定後
文化芸術振興基本法は、文化政策および文化芸術振興において、第一義的な意味をもったと言われてる。また、同法成立後には、自治体が文化振興条例や基本計画を策定する事例も増えた。ただし、国の文化予算はほとんど増えなかった。
文化芸術振興基本法における基本方針は第1次（2002年12月10日）を皮切りに5年ごとに更新されたが、第4次（2015年5月22日）において1年前倒しで発表された。基本方針は一貫して文化芸術の本質的な価値に加えて、多様な価値を生み出していることに結びつけながら文化芸術振興の意義を主張したが、第4次はやや特色が異なり、2014年に安倍晋三首相が発表した地方創生や、2020年東京オリンピック・パラリンピック、東日本大震災が取り上げられた。
さらに、2012年には「劇場、音楽堂等の活性化に関する法律」が施行された。藤野一夫はこの法律について「文化芸術振興基本法が『一般法』であるとすれば、劇場法は文化芸術のうちの実演芸術の振興を規定した『特別法』に位置付けられます」と指摘する。なお、文化財保護法や社会教育法による社会教育施設、特に美術館、博物館の設置が1950年ごろには法的根拠を持っていた一方、劇場・音楽堂の根拠法は60年以上後に制定されたということになる。

### 改正の機運
少子高齢化やグローバル化といった社会変化を受けて、文化政策もインバウンドやまちづくりを視野に入れるべきという機運が高まった。また、2020年東京オリンピック・パラリンピックの開催が決定し、文化庁のみならず各省庁で文化芸術の発信を行う必要も生じた。
これらを背景として、与野党ほぼ全ての党を含む超党派の文化芸術振興議員連盟（先述の音楽議員連盟の後身）は、2016年1月から約1年半にわたり7回の勉強会および総会を開催し、文化芸術振興基本法の改正案の内容を検討した。なお、文化芸術振興議員連盟会長の衆議院議員河村建夫は、改正検討の経緯について、以下のように回想している。
その後、2017年5月30日の衆議院本会議で「文化芸術振興基本法の一部を改正する法律案」が全会一致で可決し、2017年の通常国会の実質的な最終日である6月16日の午後5時すぎに、参議院本会議の場においても全会一致で可決され成立した。なお、本案も議員提出立法であった。
なお、改正の経緯について、文化芸術振興議員連盟の事務局長を務めた伊藤信太郎は「日本では国等の公的な予算も、民間からの資金もどちらも十分とはいえない。私はこの危機的状況を何とか打開したいと考えている。今回文化芸術基本法の改正に努力したのもその思いからである」と回想している。また、文化芸術基本法制研究会は、改正の要因について以下のように述べている。

### 文化芸術基本法制定後
文化芸術基本法制定と同時に、文化庁は法律の施行通知を都道府県、指定都市の知事部局と教育委員会、さらには全国の大学等の高等教育機関や文部科学省関係の独立行政法人、文化芸術関係団体等に広く発出し、改正法の内容について周知を図った。また、2018年6月23日には、文化芸術基本法成立から半年の準備を経て「文化芸術推進基本計画 文化芸術の『多様な価値』を活かして、未来をつくる（第1期）」が閣議決定された。
他にも、文化芸術基本法の制定後、同法を根拠に新たな法律が整備された。2018年には「障害者による文化芸術活動の推進に関する法律」と「国際文化交流の祭典の実施の推進に関する法律」が制定されたほか、2020年には「文化観光拠点施設を中核とした地域における文化観光の推進に関する法律」が制定された。また、文化芸術基本法と並行して2017年6月に閣議決定された「未来投資戦略」では、産学官連携による文化芸術資源の活用を通じた地域活性化・ブランド力向上やコンテンツを軸とした文化芸術の経済的価値等の創出に向け、文化芸術産業の経済規模(文化GDP)及び文化芸術資源の活用による経済効果を拡大する方針が示された。
さらに、文化芸術基本法で新設された第8条が契機となり、2018年には文部科学省設置法が改正され、博物館と芸術教育行政が、文部科学省から文化庁に移管されることになった。なお、2019年には第9次地方分権一括法が成立し、自治体が博物館行政等を教育委員会から首長部局の文化振興科などに移管することが可能になった。